# Jesse Armstrong
Jesse Armstrong (Oswestry, 13 dicembre 1970) è uno sceneggiatore, produttore cinematografico giornalista inglese, molto famoso per la sitcom Peep Show e la satira politica The Thick of It.
La sua città di provenienza è Oswestry, in Shropshire, e si è laureato alla Manchester University, dove ha incontrato il suo compagno di scrittura Sam Bain. Prima di addentrarsi nella scrittura della commedia alla fine degli anni Novanta, Armstrong ha lavorato come ricercatore per il deputato laburista Doug Henderson.

## Carriera

### Collaborazioni con Sam Bain
All'inizio delle loro carriere da scrittori Armstrong e Bain hanno scritto per il Channel 4 lo sketch dal titolo Smack the Pony trasmesso anche in Italia su Canal Jimmy e gli spettacoli per bambini The Queen's Nose e My Parents Are Aliens. In seguito hanno creato e scritto Peep Show, The Old Guys e la recente commedia drammatica Fresh Meat. Hanno inoltre scritto per Radio 4 lo spettacolo dal titolo That Mitchell and Webb Sound con protagonisti due attori principali di Peep Show, David Mitchell e Robert Webb. Peep Show si è aggiudicato numerosi premi per la scrittura tra cui un BAFTA per la miglior situation comedy nel 2008.
Ad oggi, Armstrong e Bain hanno scritto due film insieme , la commedia Magicians, e accanto a Chris Morris hanno scritto la satira sul terrorismo dal titolo Four Lions del 2010.
Armstrong e Bain hanno ricevuto il premio Writers' Guild of Great Britain al British Comedy Awards del 2010. Nel 2012 entrambi erano presenti nella lista 'Hot 100' sulla rivista di industria televisiva Broadcast, a testimonianza del prestigio acquisito nella televisione britannica.
Il progetto più recente di Armstrong e Bain è la loro commedia Bad Sugar, una parodia della soap opera Dynasty che ha come protagonisti Olivia Colman, Julia Davis e Sharon Horgan, le quali hanno anche contributo alla creazione dello spettacolo.

### Altri lavori
Accanto ad Armando Iannucci, Simon Blackwell e Tony Roche, Armstrong ha scritto le prime tre stagioni di The Thick of It ed il film del 2009 In the Loop. In the Loop è stato candidato per la miglior sceneggiatura non originale agli Oscar nel 2010, e ha vinto il premio per la miglior sceneggiatura britannica all'Evening Standard British Film Awards 2009.
Nel 2010, Murdoch, la sceneggiatura attualmente inedita di Armstrong in cui Rupert Murdoch e la sua famiglia non sono d'accordo su chi dovrebbe avere il controllo della sua azienda, ha ricevuto l'attenzione dopo la sua comparsa sulla Black List, un elenco delle sceneggiature inedite più gradite da personaggi dell'industria di Hollywood. Sulla scia dello scandalo telefonico che coinvolse i giornali di proprietà di Murdoch nel 2011, si vociferava che il copione fosse stato sviluppato da Channel 4, ma Armstrong smentì queste voci. Armstrong ha riferito che sta attualmente sviluppando un film biografico sullo stratega del partito repubblicano Lee Atwater, con Chris Henchy e Adam McKay. Nell'ottobre 2011 è divenuto ufficiale che l'adattamento cinematografico di Armstrong del libro di  Richard DiLello The Longest Cocktail Party, il quale tratta la storia della casa discografica fondata dai Beatles, la Apple Records, e la registrazione del loro ultimo album Let It Be, sarà diretto dal regista inglese Michael Winterbottom.
Armstrong ha scritto anche un episodio dal titolo "The Entire History of You" della serie televisiva Black Mirror prodotta da Charlie Brooker. Robert Downey Jr.  ha da tempo acquistato i diritti per adattare la sceneggiatura per un suo prossimo film. Insieme alla squadra che ha scritto The Thick of It, Armstrong scrive anche per la HBO la serie tv comica Veep, ambientata nell'ufficio del vicepresidente americano. Nel 2018 ha ideato la serie TV Succession per la HBO.

## Filmografia

### Sceneggiatore

#### Cinema
- Magicians, regia di Andrew O'Connor (2007)
- In the Loop, regia di Armando Iannucci (2009)
- Four Lions, regia di Chris Morris (2010)
- Verrà il giorno... (The Day Shall Come), regia di Christopher Morris (2019)
- Downhill, regia di Nat Faxon e Jim Rash (2020)

#### Televisione
- TV to Go - serie TV (2000)
- My Parents Are Aliens - serie TV, episodio 2x07 (2000)
- Smack the Pony - serie TV, 4 episodi (2000-2001)
- Il naso della regina (The Queen's Nose) - serie TV, 6 episodi (2001-2003)
- Seriously Weird - serie TV, episodio 1x11 (2002)
- Ed Stone Is Dead - serie TV (2002)
- The Story of Tracy Beaker - serie TV, 2 episodi (2003)
- Bedsitcom - serie TV (2003)
- Peep Show - serie TV, 53 episodi (2003-2015)
- Revolver - serie TV, 5 episodi (2004)
- The Last Laugh - serie TV, episodio 1x07 (2006)
- The Secret Policeman's Ball, regia di Julia Knowles - film TV (2006)
- The Mitchell and Webb Look - serie TV, 6 episodi (2006-2009)
- The Thick of It - serie TV, 15 episodi (2005-2009)
- Dog Face - serie TV, 5 episodi (2007)
- Ladies and Gentlemen, regia di Becky Martin (2007)
- Screenwipe - serie TV, episodio 5x03 (2008)
- Peep Show, regia di Dylan Kidd - film TV (2008)
- The Old Guys - serie TV, 12 episodi (2009-2010)
- Fresh Meat - serie TV, 15 episodi (2011-2016)
- Black Mirror - serie TV, episodio 1x03 (2012)
- Veep - Vicepresidente incompetente (Veep) - serie TV, episodio 1x08 (2012)
- Bad Sugar, regia di Ben Palmer - film TV (2012)
- Babylon - serie TV, 6 episodi (2014)
- Back - serie TV, 3 episodi (2017)
- Succession - serie TV, 39 episodi (2018-2023)
- Mountainhead, regia di Jesse Armstrong – film TV (2025)

#### Cinema
- Magicians, regia di Andrew O'Connor (2007)

#### Televisione
- Peep Show - serie TV, 52 episodi (2003-2015)
- Peep Show, regia di Dylan Kidd - film TV (2008)
- The Old Guys - serie TV, 12 episodi (2009-2010)
- Fresh Meat - serie TV, 14 episodi (2011-2016)
- Babylon - serie TV, 5 episodi (2014)
- Avatards, regia di Jamie Jay Johnson - film TV (2016)
- Dead Pixels - serie TV, 12 episodi (2009-2021)
- Succession - serie TV, 39 episodi (2018-2023)
- Mountainhead, regia di Jesse Armstrong – film TV (2025)